# Sayed Kashua
Sayed Kashua (en arabe : سيد قشوع (Sayyid Qachoua') et en hébreu : סייד קשוע), né le 31 juillet 1975 à Tira, est un écrivain et journaliste palestinien de citoyenneté israélienne, provenant d'une famille musulmane et écrivant en hébreu, connu pour ses livres et ses éditoriaux humoristiques en hébreu.

## Biographie
Sayed Kashua est né à Tira, dans la région du Triangle en Israël. En 1990, il est admis dans un internat prestigieux à Jérusalem – l’Israel Arts and Science Academy. Il y découvre la littérature et lit et fait ses études en hébreu. Il a étudié la sociologie et la philosophie à l’université hébraïque de Jérusalem. Il réside à Beit Safafa avant de s’installer dans un quartier juif de Jérusalem-Ouest avec sa femme et ses enfants. 
En 2014, il déclare dans la presse qu'il a décidé de quitter Israël et de partir vivre avec sa femme et ses trois enfants en Illinois, ressentant qu'il n'arrivera pas à faire changer les mentalités des Israéliens juifs envers les Arabes par ses écrits et « [qu']une majorité désespérément déterminante dans le pays ne reconnaît pas à l’Arabe le droit de vivre, en tout cas pas dans ce pays. »

## Carrière littéraire
Sayed Kashua écrit des éditoriaux satiriques en hébreu pour le journal Haaretz et pour un hebdomadaire local de Jérusalem, HaIr. Dans un style humoristique et ironique, il traite des problèmes que rencontrent les Arabes d’Israël, pris entre deux mondes. Il a choisi d'écrire en hébreu depuis ses débuts afin de faire connaître à la population israélienne, le mal-être de leurs concitoyens d'origine palestinienne. Mais déclare haïr cette langue.

## Télévision
Avoda Aravit, ou, en anglais, Arab Labor (« Travail d’Arabe »), est une sitcom satirique écrite par Kashua et diffusée sur Channel 2 (Aroutz 2) en Israël. Une grande partie des dialogues est en arabe avec des sous-titres en hébreu. Le spectacle tourne autour d’un jeune couple arabe, Amjad (Norman Issa) et Bushra (Clara Khoury), et de leur fillette, qui habitent un village arabe proche de Jérusalem. Amjad est un journaliste qui travaille pour un périodique hébreu (analogue à Haaretz) et qui cherche désespérément à s’assimiler dans le milieu culturel juif israélien dominant, avec des résultats mitigés et hilarants.
Le spectacle est le miroir du racisme et de l’ignorance des deux côtés de la barrière ethnique et a été comparé à All in the Family.

## Distinctions et prix
- Prix du Premier ministre pour la littérature (2004)[6].
- Prix de la meilleure série télévisée (Award for Best Television Series) au Festival international du film de Jérusalem[7].
- Prix Bernstein 2011 pour son roman La deuxième personne[8].
- Prix des lecteurs du Var 2012 pour son roman La deuxième personne[9].
- Nommé à l'édition 2017 des Grands prix des associations littéraires, catégorie Recherche, pour NATIVE: Dispatches from a Palestinian-Israeli life[10].

## Décoration
- Chevalier de l'ordre des Arts et des Lettres (20 juin 2011)[11]. La décoration lui est remise à la résidence de France à Jaffa.

## Publications
- Les arabes dansent aussi, 2002  (ISBN 2264038659)
- Et il y eut un matin, 2006  (ISBN 2757807269)
- La deuxième personne, 2010  (ISBN 2879297826)
- Les Modifications (Akov a’har chinouïm), 2018, Éditions de l'Olivier, 250 p.

traduit de l’hébreu par Jean-Luc Allouche

## Documentaires
Un documentaire produit en 2009 par Dorit Zimbalist, Sayed Kashua - Forever Scared (Sayed Kashua – effrayé pour toujours), raconte les bouleversements et événements qui ont changé la vie de Kashua pendant sept ans.

## Cinéma
Le film Mon fils (Aravim roqdim, Dancing Arabs) d'Eran Riklis, d'après Les Arabes dansent aussi et La deuxième personne de Sayed Kashua qui en est le scénariste, est sorti en 2014.